# Luz Sánchez-Mellado
Luz Sánchez-Mellado Bonilla (Alicante, 3 de agosto de 1966) es una periodista española, columnista de El País y colaboradora de otros medios como la Cadena SER, Televisión Española o la revista Harper's Bazaar. Durante las tres décadas que ha ejercido como periodista, ha escrito los libros Estereotipas y Ciudadano Cortés, y su trabajo ha sido reconocido con el Premio Periodístico Luis Portero de "Promoción del Donante de Órganos y Tejidos en Andalucía", el galardón Fuerzas y Cuerpos de Seguridad del Estado y el Premio Nacional contra la Violencia de Género.

## Trayectoria
Sánchez-Mellado comenzó a colaborar en el diario El País cuando tenía 19 años, mientras estudiaba la Licenciatura en Periodismo en la Universidad Complutense de Madrid (UCM). En estas primeras colaboraciones, enviaba a la sección local de noticias de Madrid desde Alcalá de Henares, donde residía. Desde entonces, ha seguido vinculada a este medio. Durante dos décadas escribió en El País Semanal reportajes de temática social, relaciones personales y entrevistas con destacados personajes del arte, la ciencia y la política. 
Desde mayo de 2015, Sánchez-Mellado escribe la columna de última página de los jueves en este mismo periódico. También tuvo un vídeoblog llamado Los trajes de Luz, en los que realizaba breves análisis sobre personajes destacados de la actualidad. También es colaboradora en la Cadena SER, y ha participado en otro programas de la misma emisora como El Grupo.
Sánchez-Mellado convivió con Juan José Cortés, el padre de Mari Luz, la niña asesinada en Huelva, y su familia y entrevistó a personajes de su entorno para crear un retrato íntimo, que plasmó en el libro Ciudadano Cortés. Y, en 2012, publicó una recopilación de su serie de columnas publicadas en El País y la revista Elle, que lleva por título Estereotipas, y en el que retrata a perfiles de mujeres supervivientes al trabajo, los hijos, maridos, incluso, a sus congéneres.
En febrero de 2020, participó como invitada en los encuentros organizados por Chicas Poderosas.

## Reconocimiento
En 1990, galardonada con el  Premio Ciudad de Alcalá de Periodismo por su "Colección de artículos publicados en el diario El País".
En 2008, recibió El Premio Periodístico Luis Portero de "Promoción del Donante de Órganos y Tejidos en Andalucía", por su reportaje "Supervivientes. Plusmarquistas del Trasplante", publicado en el El País Semanal, el 3 de agosto de 2008. Este reconocimiento se creó para promover la divulgación a través de los medios de comunicación de la acción positiva y solidaria de la donación de órganos y tejidos en Andalucía.
En 2010, fue reconocida por las Fuerzas y cuerpos de seguridad del Estado, cuya finalidad es promover y consolidar el papel de los medios de comunicación en la transmisión y divulgación de las actividades que desarrollan, y el Premio Nacional contra la Violencia de Género.

## Obra
- 2009 – Ciudadano Cortés: Un testimonio de amor, coraje y lucha. Plaza & Janés. ISBN 9788401389771.
- 2012 – Estereotipas. Lady Ganga, Miss Prótesis, Conciliátrix y otras mujeres de hoy en día. Plaza & Janés. ISBN 9788401347771.